# Leptobarbus melanopterus
Leptobarbus melanopterus är en fiskart som beskrevs av Weber och De Beaufort, 1916. Leptobarbus melanopterus ingår i släktet Leptobarbus och familjen karpfiskar. Inga underarter finns listade i Catalogue of Life.